# Deccania
Deccania là một chi thực vật có hoa trong họ Thiến thảo (Rubiaceae).

## Loài
Chi Deccania gồm các loài: